# Lista atacurilor cu rachete din invazia Rusiei în Ucraina (aprilie 2023)
Acesta este segmentul din aprilie 2023 al listei atacurilor cu rachete executate de toate părțile implicate în invazia Rusiei în Ucraina din 2022. Sunt enumerate doar atacurile certificate în surse de încredere, țintele cărora sunt sau sunt considerate a fi obiective militare sau de infrastructură. Nu sunt enumerate loviturile cu rachete neghidate efectuate de forțele de aviație, artilerie, sisteme de lansare multiplă și sisteme S-300.
Drapelele din coloana „obiectiv lovit” semnifică țara care deținea controlul asupra obiectivului respectiv. Obiectivele lovite nu sunt în mod necesar cele țintite – în unele cazuri, se referă la locul căderii rachetelor care s-au prăbușit în zbor sau au fost distruse de sisteme anti-rachetă.
Pagina principală: Lista atacurilor cu rachete din invazia Rusiei în Ucraina (2022–prezent). Listele pe luni:
- 2022 – ian · feb · mar · apr · mai · iun · iul · aug · sep · oct · noi · dec
- 2023 – ian · feb · mar · apr · mai · iun

## Aprilie 2023
| Atacuri executate de partea ucraineană | Atacuri executate de partea ucraineană | Atacuri executate de partea ucraineană | Atacuri executate de partea ucraineană | Atacuri executate de partea ucraineană | dată                                             | Atacuri executate de partea rusă | Atacuri executate de partea rusă | Atacuri executate de partea rusă | Atacuri executate de partea rusă | Atacuri executate de partea rusă          |  |
| regiune                                | localitate                             | tipul rachetei                         | interceptate                           | obiective lovite                       | dată                                             | regiune                          | localitate                       | tipul rachetei                   | interceptate                     | obiective lovite victime: uciși \| răniți |  |
| -------------------------------------- | -------------------------------------- | -------------------------------------- | -------------------------------------- | -------------------------------------- | ------------------------------------------------ | -------------------------------- | -------------------------------- | -------------------------------- | -------------------------------- | ----------------------------------------- |  |
| regiunea Zaporijjea                    | Melitopol                              | M31                                    | —                                      | neidentificat                          | 02.04.2023                                       |                                  |                                  |                                  |                                  |                                           |  |
| regiunea Zaporijjea                    | Melitopol                              | —                                      | —                                      | neidentificat                          | 06.04.2023                                       |                                  |                                  |                                  |                                  |                                           |  |
| regiunea Zaporijjea                    | Melitopol                              | —                                      | —                                      | infrastructură militară                | 07.04.2023                                       |                                  |                                  |                                  |                                  |                                           |  |
| Crimeea                                | Feodosia                               | —                                      | —                                      | infrastructură militară                | 07.04.2023                                       |                                  |                                  |                                  |                                  |                                           |  |
|                                        |                                        |                                        |                                        |                                        | 08.04.2023                                       | regiunea Harkov                  | Derhaci                          | H-59⁠(d)                          | 0/1                              | teritoriul unui complex HORECA            |  |
| regiunea Luhansk                       | raionul Svatove                        | AGM-114 Hellfire⁠(d)                    | —                                      | neidentificat                          | 09.04.2023                                       | regiunea Cernihiv                | Hremeaci                         | H-29TD⁠(d)                        | 0/1                              | pod                                       |  |
|                                        |                                        |                                        |                                        |                                        | 09.04.2023                                       | regiunea Herson                  | regiunea Herson                  | H-31⁠(d)                          | —                                | neidentificat                             |  |
| regiunea Donețk                        | Mariinka, Donețk                       | M31                                    | —                                      | infrastructură militară                | 10.04.2023                                       |                                  |                                  |                                  |                                  |                                           |  |
| regiunea Donețk                        | regiunea Donețk                        | M31                                    | 0/2                                    | unități de tehnică militară            | 11.04.2023                                       |                                  |                                  |                                  |                                  |                                           |  |
| regiunea Luhansk                       | Pokrovske                              | M31                                    | 0/2                                    | unități de tehnică militară            | 11.04.2023                                       |                                  |                                  |                                  |                                  |                                           |  |
| regiunea Luhansk                       | Svatove                                | M31                                    | 0/3                                    | clădire administrativă                 | 13.04.2023                                       |                                  |                                  |                                  |                                  |                                           |  |
| regiunea Luhansk                       | Rubijne                                | M31                                    | 0/12                                   | infrastructură militară                | 15.04.2023                                       |                                  |                                  |                                  |                                  |                                           |  |
| Ucraina                                | Ucraina                                | AGM-88 HARM⁠(d)                         | —                                      | neidentificat                          | 15.04.2023                                       |                                  |                                  |                                  |                                  |                                           |  |
|                                        |                                        |                                        |                                        |                                        | 17.04.2023                                       | Ucraina                          | Ucraina                          | H-31⁠(d)                          | —                                | neidentificat                             |  |
| regiunea Donețk                        | Donețk                                 | —                                      | 0/1                                    | neidentificat                          | 18.04.2023                                       |                                  |                                  |                                  |                                  |                                           |  |
| regiunea Donețk                        | Donețk                                 | AGM-88 HARM⁠(d)                         | 0/1                                    | neidentificat                          | 18.04.2023                                       |                                  |                                  |                                  |                                  |                                           |  |
| regiunea Luhansk                       | Alcevsk                                | M31                                    | 0/4                                    | cazangerie                             | 22.04.2023                                       |                                  |                                  |                                  |                                  |                                           |  |
| regiunea Donețk                        | Donețk                                 | Tocika⁠(d)                              | 0/1                                    | clădiri de locuit                      | 23.04.2023                                       |                                  |                                  |                                  |                                  |                                           |  |
|                                        |                                        |                                        |                                        |                                        | 26.04.2023                                       | regiunea Herson                  | regiunea Herson                  | H-31⁠(d)                          | —                                | neidentificat                             |  |
| 27.04.2023                             | regiunea Mîkolaiiv                     | Nicolaev                               | Iskander-K⁠(d)                          | 0/4                                    | clădiri de locuit victime: 1 \| 23               |                                  |                                  |                                  |                                  |                                           |  |
| 28.04.2023                             | regiunea Cerkasî                       | Uman                                   | H-101⁠(d)                               | 0/1                                    | clădire de apartamente victime: 23 \| 9          |                                  |                                  |                                  |                                  |                                           |  |
| 28.04.2023                             | regiunea Dnipropetrovsk                | Dnipro                                 | —                                      | 0/1                                    | clădire de locuit victime: 2 \| 0                |                                  |                                  |                                  |                                  |                                           |  |
| 28.04.2023                             | Ucraina                                | Ucraina                                | H-101⁠(d)/H-555⁠(d)                      | 21/21                                  | interceptare de apărarea anti-rachetă a Ucrainei |                                  |                                  |                                  |                                  |                                           |  |
| Ucraina                                | Ucraina                                | M31                                    | —                                      | infrastructură militară                | 29.04.2023                                       |                                  |                                  |                                  |                                  |                                           |  |
| regiunea Zaporijjea                    | Melitopol                              | —                                      | —                                      | infrastructură militară                | 30.04.2023                                       |                                  |                                  |                                  |                                  |                                           |  |
| regiunea Zaporijjea                    | Berdeansk                              | —                                      | —                                      | infrastructură militară                | 30.04.2023                                       |                                  |                                  |                                  |                                  |                                           |  |